# Margarita Mamoen
Margarita Abdoellajevna Mamoen (Russisch: Маргарита Абдуллаевна Мамун) (Moskou, 1 november 1995) is een Russisch gymnast die uitkomt in de gymnastiekdiscipline ritmische gymnastiek.
Mamoen won tijdens de Olympische Zomerspelen 2016 de gouden medaille.

## Resultaten

### Olympische Zomerspelen
| Jaar | Plaats         | Resultaten                       |
| ---- | -------------- | -------------------------------- |
| 2016 | Rio de Janeiro | ritmische gymnastiek individueel |

1984: Lori Fung ·
1988: Marina Lobatsj ·
1992: Alexandra Timosjenko ·
1996: Jekaterina Serebrjanskaja ·
2000: Joelia Barsoekova ·
2004: Alina Kabajeva ·
2008: Jevgenia Kanajeva ·
2012: Jevgenia Kanajeva ·
2016: Margarita Mamoen ·
2020: Linoy Ashram ·
2024: Darja Varfolomeev
- Library of Congress Control Number: no2019030644
- Nationale Bibliotheek van Israël: 987008729375105171
- Virtual International Authority File: 306155191916182440000
- WorldCat: E39PBJqBpQkbGgFXffHMGDv8md